# Toppenstedt
Toppenstedt – miejscowość i gmina położona w niemieckim kraju związkowym Dolna Saksonia, w powiecie Harburg,  należy do gminy zbiorowej (niem. Samtgemeinde) Salzhausen.

## Położenie geograficzne
Toppenstedt leży w północnej części Pustaci Lüneburskiej. Gmina leży nad małą rzeczką Aubach nazywaną też Garlstorfer Aue ok. 35 km. na południe od Hamburga. Od wschodu sąsiaduje z gminami Wulfsen i Garstedt, od południowego wschodu graniczy z gminą Salzhausen, od południa graniczy z gminami Gödenstorf i Garlstorf, a od zachodu z gminą Hanstedt i północnego zachodu z gminą Brackel z gminy zbiorowej Hanstedt. Gmina znajduje się na terenie obszaru chronionego krajobrazu "Garlstorfer Wald".

## Dzielnice gminy
W skład gminy Toppenstedt wchodzą następujące dzielnice: Tangendorf i Toppenstedt.

## Historia
Miejscowość otrzymała swoją nazwę od słowa toppe, co w jęz. dolnoniemieckim oznacza dąb. Śladem tego są liście dębu w herbie gminy.

## Turystyka
"Garlstorfer Wald" i atrakcje Pustaci Lüneburskiej dają dużo możliwości rozwoju turystyki w gminie.

## Gospodarka
W gminie nie ma przemysłu, mieszkańcy zajmują się głównie rolnictwem.

## Komunikacja
W odległości ok. 1,5 km na zachód od Toppenstedt znajduje się autostrada A7, a do najbliższego węzła Garlstorf jest ok. 4 km. Daje to bardzo dobre połączenie z Hamburgiem i Hanowerem.